# Mhairi Black
Mhairi Black (ur. 12 września 1994 w Paisley) – szkocka polityk, członkini Szkockiej Partii Narodowej (SNP). Od 2015  do 2024 posłanka do Izby Gmin, w chwili swojego zaprzysiężenia była najmłodszą kobietą kiedykolwiek zasiadającą w Izbie oraz najmłodszym członkiem Izby od 1832 roku.

## Życiorys

### Kariera polityczna
W momencie wyboru do parlamentu Black była studentką ostatniego roku licencjackich studiów politologicznych na University of Glasgow. Została wybrana w okręgu wyborczym Paisley and Renfrewshire South, gdzie pokonała dotychczasowego posła z tego okręgu, byłego labourzystowskiego ministra Douglasa Alexandra. W 2017 i 2019 była ponownie wybierana z tego okręgu. Nie ubiegała się o reelekcję w wyborach parlamentarnych w 2024.

### Życie prywatne
Black jest osobą otwarcie homoseksualną.